# Sellacoxa
Sellacoxa je rod ornitopodního dinosaura ze skupiny Iguanodontia, který žil v období spodní křídy (stupeň valangin, asi před 140 miliony let). Fosilní pozůstatky tohoto dinosaura byly objeveny v East Sussexu (Velká Británie. Dinosaurus byl popsán na základě dochované pravé kyčelní kosti, pánve, sedací kosti a artikulovaných dorzálních a křížových obratlů (BMNH R 3788). Popsán byl v roce 2010 Kennethem Carpenterem a Yusuke Išidou. Je znám pouze jeden druh tohoto rodu, Sellacoxa pauli (druhové jméno je poctou paleontologovi G. S. Paulovi). Sellacoxa byl rod ornitopodního dinosaura, dosahujícího délky kolem 8 metrů a hmotnosti asi 3000 kilogramů.